# NGC 3331
NGC 3331 é uma galáxia espiral barrada (SBc) localizada na direcção da constelação de Hydra. Possui uma declinação de -23° 49' 14" e uma ascensão recta de 10 horas, 40 minutos e 09,0 segundos.
A galáxia NGC 3331 foi descoberta em 1886 por Frank Müller.